# Jiří Honiss
Jiří Honiss (* 1964) je český řemeslník a umělec, který se zabývá podmalbou na skle.

## Život
Pochází z Českých Budějovic a je původní profesí železničář, už dlouhá léta se ale věnuje technice podmalby na skle. Navazuje tím na dlouhou tradici tohoto řemesla, které bylo už od druhé poloviny 18. století typické pro oblast Pošumaví, kde se nacházela celá řada sklářských hutí. V současnosti se v České republice jedná o prakticky zanikající řemeslo, kterému se věnuje pouze hrstka řemeslníků a umělců.

## Technologie podmalby
Jiří Honiss se ve své tvorbě inspiruje lidovou tradicí, obrazy a předměty z muzejních sbírek či od soukromých sběratelů. Dle lidových podmaleb tvoří jejich volné kopie nebo obrázky více či méně upraví, aby vyhovovaly vkusu současného diváka. Také tvoří vlastní motivy v duchu původních a v odpovídajícím stylu provedení kontur, barevností, výzdobných prvků a dekoru. Mezi hlavní motivy jeho díla patří obrázky svatých a zejména hagiografické, mariologické a christologické motivy, oblíbená jsou i tzv. boží požehnání. Při práci začíná nakreslením šablony (tzv. Rissu), jednoduché liniové kresby kontur, tu přenese na sklo. Jelikož se maluje na rub skla, musí se začít malovat od toho, co je divákovi blíže, od detailů (oči, ozdoby či záhyby šatů), než se barevné plochy vybarví a překryjí je. Jako poslední se maluje pozadí. Samozřejmě je nutné počítat s tím, že na líci skla bude obrázek stranově otočen. Pro práci Jiřího Honisse je typický osobitý styl a velká citlivost pro zobrazovaná témata.

## Ocenění
V roce 2015 získal titul Nositel tradice lidových řemesel a roku 2018 obdržel Cenu hejtmana Jihočeského kraje za zachování a rozvoj lidových tradic.